# Avcen Jetpod
Avcen Jetpod var ett flygplan på prototypstadiet främst avsett att transportera upp till 8 personer kortare sträckor. Jetpoden tog fram av det brittiska företaget Avcen, som från 2006 även drev ett dotterbolag i Malaysia. I augusti 2009 störtade protoypen av Jetpod i Taiping, Malaysia. I haveriet omkom Michael Robert Dacre, uppfinnare av Jetpod och grundare av Avcen. Efter olyckan lade Avcen ner sin verksamhet.